# Wendy Fortuin
Wendy Fortuin (Den Haag, 9 december 1971) is een voormalig Nederlands hockeyster.

## Carrière
Fortuin speelde tussen 1993 en 1997 27 interlands (0 doelpunten) voor de Nederlandse hockeyploeg. De verdedigster speelde onder meer mee op de Champions Trophy's van 1993 (2e plaats) en 1997. Ook werd ze dat jaar uit de selectie gezet.
In 1995 mocht ze Nederland verdedigen op het Olympisch kwalificatietoernooi in Zuid-Afrika.
In clubverband speelde ze voor HMHC Te Werve en HDM. Met die laatste club speelde ze vanaf 1989 in de Hoofdklasse. In 1992 werd ze door HDM echter te jong bevonden voor de koppositie.
Fortuin heeft een CIOS-diploma in de gehandicaptensport.